# 위포쓰

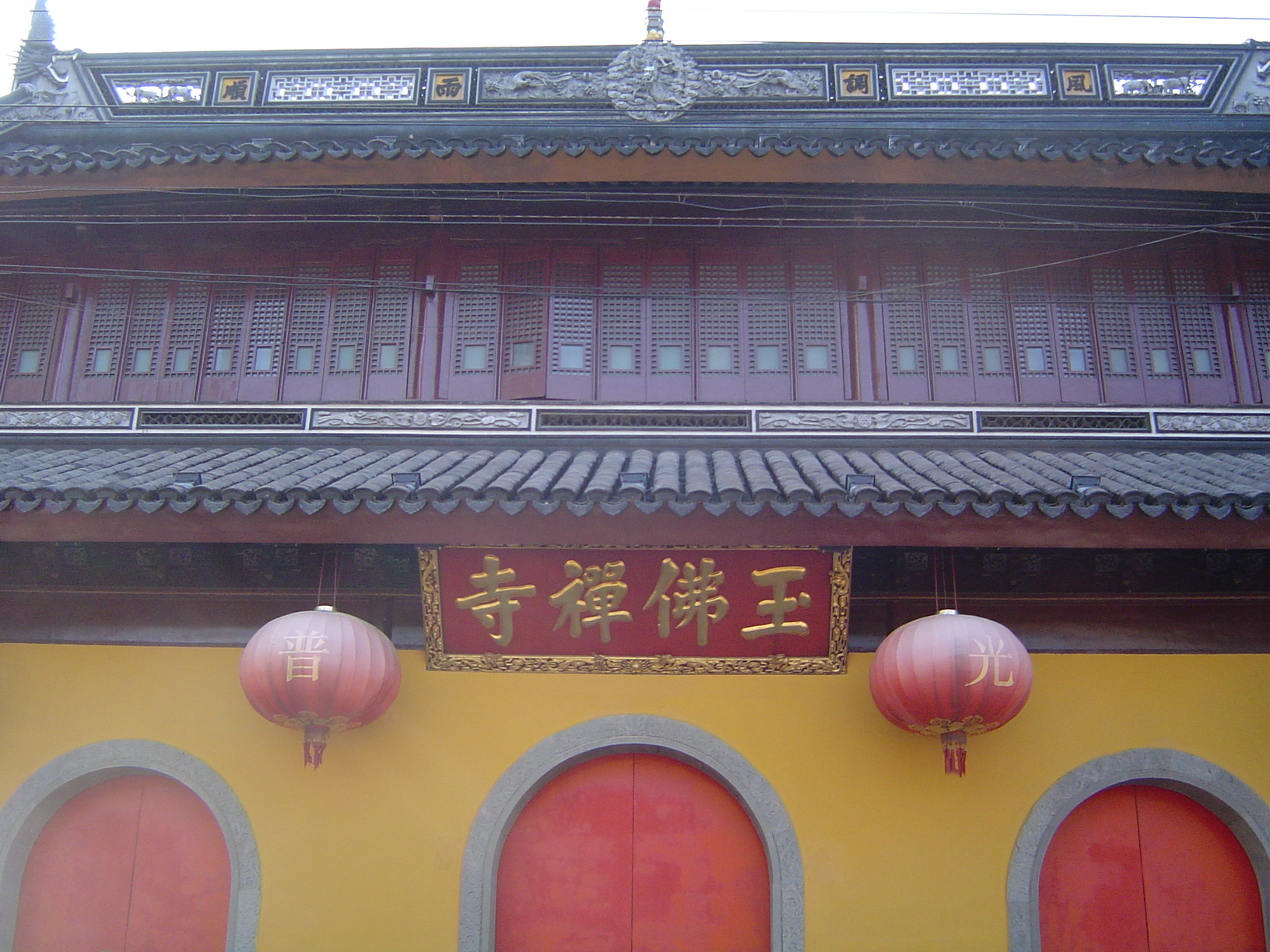
옥불사 정문

위포쓰(玉佛寺)는 옥불선사(玉佛禅寺)라고도 하며, 상하이 안유안루(安远路)에 자리잡고 있는 상하이에서 가장 유명한 사원 중의 하나이다. 1882년에 미얀마에서 수입해온 두 개의 옥불상으로 건립되었으며, 좌불은 1.95m 높이에 3톤이며, 작은 것은 부처의 죽음을 의미하는 와불이다. 지금은 더 거대한 와불을 가지고 있는데, 이것은 싱가포르에서 기증된 와불이다. 방문자들은 종종 이것이 원래의 것이라고 착각하기도 한다.

## 역사
광서 8년(1882년)에 옥불사가 건립되었다.
보타산 혜근선사(慧根法師)가 오대산과 어메이 산을 거쳐 티베트에 순례를 갔다. 티베트를 지나 미얀마로 간 후에 머물다가 화교를 만나 더섯 개의 옥기둥을 기증받게 된다. 이 중 두 개를 상하이로 가져와서 기금을 모아 절을 짓게 된다. 그리고 혜근은 곧 여기서 죽게 된다.

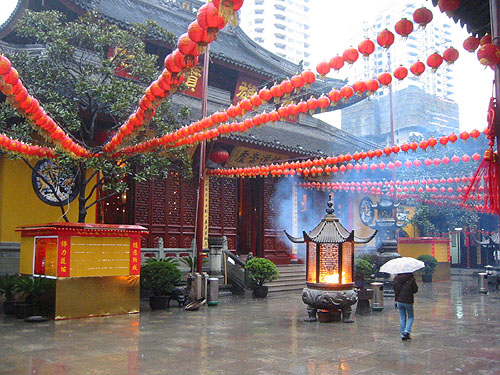
대웅보전

이 사원은 1918년부터 건립을 시작한다.
- 1956년 불교협회에 의해 석가탄신일 예배가 이 절에서 개최되었다.
- 1966년 문화대혁명 때 이 사원의 승려들은 수예품으로 생계를 유지한다.
- 1983년 상하이 불교협회 산하에 상하이 불교 연구소가 설립된다.